# Święto Lotnictwa Polskiego
Święto Lotnictwa Polskiego – polskie święto wojskowe obchodzone corocznie 28 sierpnia na podstawie decyzji Ministra Obrony Narodowej z 1993 roku, podpisanej przez prezydenta Lecha Wałęsę. Jest to wspólne święto lotnictwa cywilnego, wojskowego oraz przemysłu lotniczego.
Święto obchodzone jest w rocznicę zwycięstwa kpt. pil. Franciszka Żwirki i inż. pil. Stanisława Wigury w międzynarodowych zawodach samolotów turystycznych Challenge w 1932.

## Historia
Święto lotnictwa obchodzono także w okresie międzywojennym. Początkowo, do 1931 roku, Dzień Lotnictwa Polskiego obchodzono 5 listopada, w rocznicę pierwszego lotu bojowego polskiego samolotu wojskowego w 1918 roku, z załogą: por. Stefan Bastyr i Janusz de Beaurain. 
Od 1932 lotnicze święto obchodzono w tym samym dniu co późniejsze Święto Niepodległości, na rozkaz marszałka Józefa Piłsudskiego, który w związku z odsłonięciem Pomnika Lotnika w Warszawie w dniu 11 listopada 1932 ustanowił ten dzień Świętem Lotnictwa Polskiego.
16 lipca 1941 roku Naczelny Wódz, gen. Władysław Sikorski wręczając Sztandar Polskich Sił Powietrznych w Wielkiej Brytanii ustanowił dzień 16 lipca Świętem Lotnictwa Polskiego.
22 sierpnia 1945 roku Naczelny Dowódca WP rozkazem nr 189 ustanowił dzień 1 września Dniem Lotnictwa Polskiego.
4 maja 1950 roku, Minister Obrony Narodowej rozkazem nr 28 zmienił dzień obchodów święta lotnictwa na dzień 23 sierpnia w rocznicę pierwszych walk myśliwców z 1 Pułku Lotnictwa Myśliwskiego na przyczółku warecko-magnuszewskim w 1944.